# Walter Lang
Walter Lang, född 10 augusti 1896 i Memphis, Tennessee, död 7 februari 1972 i Palm Springs i Kalifornien, var en amerikansk filmregissör. Lang regisserade 66 filmer åren 1925-1961. Han stod bland annat för regin till två populära komedifilmer med Clifton Webb, Alla tiders dadda (1948) och Dussinet fullt (1950). Han nominerades till en Oscar 1956 för regin till filmen Kungen och jag.
Lang har en stjärna på Hollywood Walk of Fame vid adressen 6520 Hollywood Blvd.

## Filmografi i urval

### Regi
- 1937 – Männen har det inte lätt!
- 1938 – Luffarmiljonären
- 1938 – Baronessan och hovmästaren
- 1939 – Lilla prinsessan
- 1940 – Fågel blå
- 1941 – Semester i Miami
- 1945 – Vår i luften
- 1947 – Skandal efter noter
- 1948 – Alla tiders dadda
- 1950 – Dussinet fullt
- 1950 – Pappa i trotsåldern
- 1952 – Med en sång i mitt hjärta
- 1954 – Sex i elden
- 1956 – Kungen och jag
- 1957 – Kvinnans svaga punkt
- 1959 – Jag och min sekreterare